# Lord High Steward
A lordfőintéző (angolul Lord High Steward) a legmagasabb rangú állami főhivatalnok Angliában. A rangok sorában a lordkancellár felett áll.
Ez a hivatal 1421 óta az idő jórészében betöltetlenül áll. 'Ad hoc' hivatal, főképp ceremoniális feladatokkal. Csak új uralkodó koronázásakor töltik be.
A brit uralkodók koronázásakor a lordfőintéző viszi Szent Eduárd koronáját. Amikor a Lordok Háza főurak pereit tárgyalta, a lordfőintéző elnökölt. Ez utóbbi helyzetekben általában, bár nem mindig, a lordkancellárt nevezték ki a lordfőintézői szerep betöltésére. 1948-ban megszüntették a Lordok Háza bíráskodási funkcióit, kivéve a kormány főtisztviselőivel szembeni közjogi felelősségre vonási eljárások (angolul impeachment) lefolytatásását. Azokban a periódusokban, mikor a parlament éppen nem ülésezett, a "lordfőintéző bírósága" járt el. 
A lordfőintézői hivatal kezdetben inkább csak tiszteletbeli állás volt, később azonban a fontossága nőtt és egy időben a birtokosa a királyság legnagyobb hatalmú embere volt. A késői 12. századtól a hivatal a 'Leicester grófja' címhez kapcsolódott. Miután 1399-ben a Lancaster-ház került hatalomra, IV. Henrik király második fiát, Thomast ültette a főintézői székbe, aki a hivatalt haláláig, 1421-ig viselte.
A Lord High Steward tisztség létezett Skóciában és Írországban is. A skót tisztséget Anglia és Skócia egyesítése óta a mindenkori trónörökös, Rothesay hercege viseli. Az írországi címet hagyományosan Shrewsbury grófja viselte, aki egyben Waterford grófja is volt az ír főnemesség rendjében.

## Anglia lordfőintézői 1154 és 1421 között
- 1154–68: Robert de Beaumont (1104–1168), Leicester 2. grófja
- 1168–90: Robert de Beaumont "Blanchemains" (1121–1190), Leicester 3. grófja
- 1190–1204: Robert de Beaumont "FitzPernel" (1155–1204), Leicester 4. grófja
- 1206–18: Simon IV de Montfort (1175–1218), Leicester 5. grófja
- 1218-1239: bizonytalan, valószínűleg betöltetlen
- 1239–65: Simon V de Montfort (1208–1265), Leicester 6. grófja
- 1265–96: Edmund "Crouchback" (1245–1296), Lancaster 1. grófja
- 1296–1322: Thomas (1278–1322), Lancaster 2. grófja
- 1322–24: bizonytalan, valószínűleg betöltetlen
- 1324–45: Henry (1281–1345), Lancaster 3. grófja
- 1345–61: Henry of Grosmont (1310–1361), Lancaster hercege
- 1362–99: Genti János lancasteri herceg
- 1399: Henry of Bolingbroke
- 1399–1421: Thomas of Lancaster (1387–1421), Clarence 1. hercege

## Lordfőintézők, 1422–től
1660 előtt a lista nem teljes.
| Neve                                                           | Évek                       | Az alkalom |
| -------------------------------------------------------------- | -------------------------- | --- |
| Gloucester hercege                                             | 1429                       | VI. Henrik koronázása |
| Devon grófja                                                   | 1445                       | Anjou Margit angol királyné koronázása                                                                                            |
| Suffolk hercege                                                | 1461                       | IV. Eduárd koronázása |
| Clarence hercege                                               | 1465                       | Woodville Erzsébet angol királyné koronázása                                                                                      |
| Buckingham hercege                                             | 1478                       | Plantagenet György clarence-i herceg tárgyalása                                                                                   |
| John Howard (1421–1485), Norfolk 1. hercege                    | 1483                       | III. Richárd és felesége, Neville Anna koronázása                                                                                 |
| Oxford earlje                                                  | 1485                       | VII. Henrik koronázása |
| Jasper Tudor (1431–1495), Bedford hercege                      | 1487                       | Yorki Erzsébet angol királyné koronázása                                                                                          |
| Oxford grófja                                                  | 1499                       | Warwick grófja tárgyalása |
| Thomas Howard (1443–1524), Norfolk 2. hercege                  | 1503                       | Lord Dudley tárgyalása |
| Buckingham hercege                                             | 1509                       | VIII. Henrik és első felesége Aragóniai Katalin koronázása                                                                        |
| Thomas Howard (1443–1524), Norfolk 2. hercege                  | 1521                       | Buckingham hercege tárgyalása |
| Suffolk hercege                                                | 1533                       | Boleyn Anna angol királyné koronázása                                                                                             |
| Thomas Howard (1473–1554), Norfolk 3. hercege                  | 1534                       | Lord Dacre tárgyalása\| |
| Thomas Howard (1473–1554), Norfolk 3. hercege                  | 1536                       | Boleyn Anna tárgyalása |
| Exeter márkija                                                 | 1537                       | Lord Darcy tárgyalása |
| Lord Audley, Walden bárója                                     | 1538                       | Lord Montagu és Marquess of Exeter márkija tárgyalása                                                                             |
| Lord Audley, Walden bárója                                     | 1541                       | Lord Dacre tárgyalása |
| John Russell (1485–1555), Bedford 1. grófja                    | 1547                       | coronation of VI. Eduárd koronázása                                                                                               |
| Winchester márkija                                             | 1551                       | Somerset hercege tárgyalása |
| Thomas Howard (1473–1554), Norfolk 3. hercege                  | 1553                       | Northumberland hercege tárgyalása                                                                                                 |
| Derby grófja                                                   | 1553                       | I. Mária angol királynő koronázása                                                                                                |
| Henry Fitzalan (1512–1580), Arundel 19. grófja                 | 1557                       | Lord Stourton tárgyalása |
| Henry Fitzalan (1512–1580), Arundel 19. grófja                 | 1559                       | I. Erzsébet angol királynő koronázása                                                                                             |
| Northampton márkija                                            | 1559                       | Lord Wentworth tárgyalása |
| Shrewsbury grófja                                              | 1571                       | Thomas Howard (1536–1572), Norfolk 4. hercege tárgyalása                                                                          |
| The Marquess of Winchester márkija                             | 1587                       | I. Mária skót királynő temetése                                                                                                   |
| Derby grófja                                                   | 1589                       | Philip Howard, Arundel 18. grófja tárgyalása                                                                                      |
| Lord Buckhurst                                                 | 1601                       | Essex grófja tárgyalása |
| Charles Howard (1536–1624), Nottingham 1. grófja               | 1603                       | I. Jakab és felesége, Oldenburgi Anna angol királyné koronázása                                                                   |
| Buckingham hercege                                             | 1626                       | I. Károly koronázása |
| Lord Coventry                                                  | 1631                       | Lord Audley (Írországban Castlehaven grófja) tárgyalása                                                                           |
| Thomas Howard (1585–1646), Arundel 19. grófja                  | 1641                       | Strafford grófja tárgyalása |
| Ormonde hercege                                                | 1661                       | II. Károly koronázása |
| Clarendon grófja (Lordkancellár)                               | 1666                       | Lord Morley tárgyalása |
| Heneage Finch (1621–1682), Nottingham grófja (Lordkancellár)   | 1676                       | Lord Cornwallis tárgyalása |
| Heneage Finch (1621–1682), Nottingham grófja (Lordkancellár)   | Pembroke grófja tárgyalása | |
| Heneage Finch (1621–1682), Nottingham grófja (Lordkancellár)   | 1679                       | Danby grófja tárgyalása |
| Heneage Finch (1621–1682), Nottingham grófja (Lordkancellár)   | 1679                       | Powis grófja, The Viscount Stafford vikomt, Lord Arundell, Wardour bárója, Lord Petre és Lord Belasyse tárgyalása                 |
| Heneage Finch (1621–1682), Nottingham grófja (Lordkancellár)   | 1680                       | Stafford vikomt tárgyalása |
| The Duke of Ormonde hercege                                    | 1685                       | II. Jakab és második felesége Modenai Mária angol királyné koronázása                                                             |
| Lord Jeffreys (Lord Chancellor)                                | 1686                       | Lord Delamere tárgyalása |
| William Cavendish (1640–1707), Devonshire grófja               | 1689                       | III. Vilmos és II. Mária angol királynő koronázása                                                                                |
| Carmarthen márkija (Lordtanácselnök)                           | 1693                       | Lord Mohun tárgyalása |
| Lord Somers (Lordkancellár)                                    | 1699                       | The Earl of Warwick grófja és Lord Mohun tárgyalása                                                                               |
| William Cavendish (1640–1707), Devonshire 1. hercege           | 1702                       | Anna brit királynő koronázása |
| Charles Fitzroy (1683–1757), Grafton hercege                   | 1714                       | I. György brit király koronázása                                                                                                  |
| The Lord Cowper (Lord Chancellor)                              | 1716                       | Derwentwater grófja, Lord Widdrington, Nithsdale grófja, Carnwath grófja, The Viscount Kenmure vikomtja és Lord Nairne tárgyalása |
| The Lord Cowper (Lord Chancellor)                              | 1716                       | Winton grófja tárgyalása |
| The Lord Cowper (Lord Chancellor)                              | 1717                       | Oxford és Mortimer grófja tárgyalása                                                                                              |
| Lord King (Lordkancellár)                                      | 1725                       | Macclesfield grófja tárgyalása |
| Dorset hercege                                                 | 1727                       | II. György brit király és felesége Ansbachi Karolin brit királynő koronázása                                                      |
| Hardwicke grófja (Lord Chancellor)                             | 1746                       | Kilmarnock grófja, romartie grófja és Lord Balmerino tárgyalása                                                                   |
| Hardwicke grófja (Lord Chancellor)                             | 1747                       | Lord Lovat tárgyalása |
| Robert Henley (1708–1772), Northington 1. grófja (Lord Keeper) | 1760                       | Ferrers grófja tárgyalása |
| Talbot grófja                                                  | 1761                       | III. György brit király és felesége Zsófia Sarolta brit királyné koronázása                                                       |
| Northington grófja (Lordkancellár)                             | 1765                       | Kingston hercegnője tárgyalása |
| Lord Thurlow (Lordkancellár)                                   | 1788–93                    | Warren Hastings megvádolása ("impeachment" kísérlet)                                                                              |
| Lord Loughborough (Lordkancellár)                              | 1793–95                    | Warren Hastings megvádolása ("impeachment" kísérlet)                                                                              |
| Lord Erskine (Lordkancellár)                                   | 1806                       | Melville vikomt tárgyalása |
| Anglesey márkija                                               | 1821                       | IV. György brit király koronázása                                                                                                 |
| Alexander Douglas-Hamilton (1767–1852), Hamilton 10. hercege   | 1831                       | IV. Vilmos brit király és felesége Adelaide of Saxe-Meiningeni Adelaide brit királyné koronázása                                  |
| Alexander Douglas-Hamilton (1767–1852), Hamilton 10. hercege   | 1838                       | Viktória brit királynő koronázása                                                                                                 |
| Lord Denman (Lord Chief Justice of the Queen's Bench)          | 1841                       | Cardigan grófja tárgyalása |
| Halsbury grófja (Lordkancellár)                                | 1901                       | Russell grófja tárgyalása |
| George Spencer-Churchill (1822–1883), Marlborough 9. hercege   | 1902                       | VII. Eduárd brit király és felesége Dániai Alexandra brit királyné koronázása                                                     |
| Henry George Percy (1846–1918), Northumberland 7. hercege      | 1911                       | V. György brit király és felesége Teck Mária brit királyné koronázása                                                             |
| Durham grófja                                                  | 1911-12                    | V. György lordfőintézője indiai utazása során                                                                                     |
| Hailsham vikomtja (Lordkancellár)                              | 1935                       | Lord de Clifford tárgyalása: az utolsó tárgyalás, ahol Lordok ítélkeztek.                                                         |
| Salisbury márkija                                              | 1937                       | VI. György brit király és felesége Bowes-Lyon Erzsébet brit királyné koronázása                                                   |
| A hyndhope-i Cunningham vikomt                                 | 1953                       | II. Erzsébet brit királynő koronázása                                                                                             |

## Fordítás
Ez a szócikk részben vagy egészben  a   Lord High Steward című angol Wikipédia-szócikk ezen változatának fordításán alapul.  Az eredeti cikk szerkesztőit annak laptörténete sorolja fel. Ez a jelzés csupán a megfogalmazás eredetét és a szerzői jogokat jelzi, nem szolgál a cikkben szereplő információk forrásmegjelöléseként.

## Külső hivatkozás
- Az 1911-es Encyclopædia Britannica cikke: Lord High Steward